# Бобриця (Черкаський район)
Бо́бриця — село в Україні, у Черкаському районі Черкаської області, центр Бобрицької сільської громади. Розташоване за 62 км на північ від міста Черкаси, за 12 км від міста Канів та за 40км від залізничної станції Миронівка. Пристань на Канівському водосховищі.

## Населення

### Мовний склад
Рідна мова населення за даними перепису 2001 року:
| Мова       | Чисельність, осіб | Доля     |
| ---------- | ----------------- | -------- |
| Українська | 966               | 95,45 %  |
| Російська  | 42                | 4,15 %   |
| Інше       | 4                 | 0,40 %   |
| Разом      | 1 012             | 100,00 % |

## Історія
Біля села знайдено поселення та курганні могильники доби бронзи та скіфського періоду, ранньослов'янський могильник зарубинецької культури та 3 давньоруських городища. За часів козацтва село вперше згадується в універсалі-привілеї гетьмана Павла Тетері від 12 грудня 1663 року до Канівського монастиря. Існує версія, що назва Бобриця походить від місцевого струмка з угіддями бобрів.
У 1720 році на місці старої закладено нову церкву Святого Миколая.
Під час Коліївщини через село проходив повстанський отаман Микита Швачка.
У 1792 році село налічувало 96 дворів та 835 жителів. У «Сказання про населені місцевості Київської губернії» Лаврентія Похилевича зазначено, що у 1798 році Бобриця була куплена за 1500 карбованців асигнаціями у князя Станіслава Понятовського майором Антоном Кандратьєвим, а після його смерті у 1845 році перейшла його внуку — Олександру Кириченко-Астромову. З 1857 року Бобриця належала двом родичкам останнього — Ганні та Олімпіаді. Селяни отримали після викупу у 1863 році 306 десятин землі.
Станом на 1885 рік у колишньому власницькому селі Пшеничківської волості Канівського повіту Київської губернії мешкало 1022 особи, налічувалось 103 дворових господарства, існували православна церква, школа, 2 постоялих будинки.
За переписом 1897 року кількість мешканців зросла до 1151 особи (569 чоловічої статі та 582 — жіночої), з яких 1140 — православної віри.
У період російської революції 1905—1907 років в селі відбувались селянські заворушення проти поміщика. У 1909 році під відомством міністра землеробства в селі було відкрито школу садівництва, яка згодом мала 30 десятин садової землі, у 1916 році тут навчалося 50 учнів. На базі школи у 1970—1990 роках працювало профтехучилище. Тут залишилось єдине в районі дослідне господарство ім. Шевченка.
У роки німецько-радянської війни 273 жителі села воювали на фронтах, з них 98 нагороджені бойовими орденами і медалями. На честь загиблих у боях односельчан в селі споруджено обеліск Слави.
Станом на 1972 рік у селі містилась центральна садиба колгоспу імені Шевченка, якому належало 1,8 тисяч га землі, з них 1,4 тисячі га орної. Основним напрямком господарства було рільництво та тваринництво. 64 селян було нагороджено орденами і медалями. В селі працювали 2 фельдшерсько-акушерських пункти, восьмирічна школа (навчалось 207 учнів), професійно-технічне училище, клуб на 260 місць, дитячий садок, 3 бібліотеки з книжковим фондом 14,5 тисяч примірників, сільмаг, продуктовий магазин, пошта.

## Сучасність
Сьогодні село Бобриця — це адміністративний центр Бобрицької територіальної громади Черкаської області.
Площа Бобрицької територіальної громади – 40501,0 га.
Територіальну громаду утворено 23 грудня 2018 року в рамках адміністративно-територіальної реформи 2015 року шляхом добровільного об’єднання 13 сіл: с.Бобриця, с.Студенець, с.Тростянець, с.Грищинці, с.Черниші,
с.Пшеничники, с.Глинча, с.Трощин, с.Іваньків, с.Бучак, с.Григорівка, с.Луковиця, с.Трахтемирів. В 2020 році відповідно до перспективного плану (Затвердженого розпорядженням КМУ від 6 травня 2020 р. №541-р) внаслідок
добровільного об’єднання до складу територіальної громади було включено 11 сіл: с.Литвинець, с.Курилівка, с.Козарівка, с.Бересняги, с-ще Райок, с. Потапці, с-ще Орловець, с.Синявка, с. Лазірці, с.Піщальники, с.Ковалі. Наразі
Бобрицька сільська рада складається з 24 сіл.
У центрі села розміщений навчально-виховний комплекс I—III ступенів. При ньому створено музей села.
Село Бобриця має зручне розташування щодо шляхів сполучення, через нього проходить автошлях, що зв`язує його з такими містами як Канів, Черкаси, Київ. Село милує зір добротними приміщеннями сільської ради, КЗ «Бобрицький ліцей» Бобрицької сільської ради Черкаської області з дошкільним закладом, сучасно облаштованою амбулаторії ЗПСМ, магазинів, відділення зв’язку, а особливо приваблює
своєю природою.
Місцевість надзвичайно мальовнича. З усіх сторін воно оточене тихими водами: водами Блакитного озера Бучак, водами Канівського водосховища. 
Великою проблемою села є близьке розташування його до Канівського міського сміттєзвалища, що негативно впливає на екологічний стан через часті загорання сміття.

## Пам'ятки природи
- Тальбергова Дача — ландшафтний заказник місцевого значення.
- Валки — ботанічна пам'ятка природи місцевого значення.

## Пам'ятки архітектури
На території села відомі дві пам'ятки архітектури - колишня будівля управи Канівського земства (кінець XIX століття) та вітряний млин конструкції Володимира Стрільця (Д-15).
у 2017 році земську управу знесено, незважаючи на охоронний статус.

## Постаті
- Конюша Руслан Сергійович (1994—2017) — старший солдат Збройних сил України, учасник російсько-української війни.

## Галерея

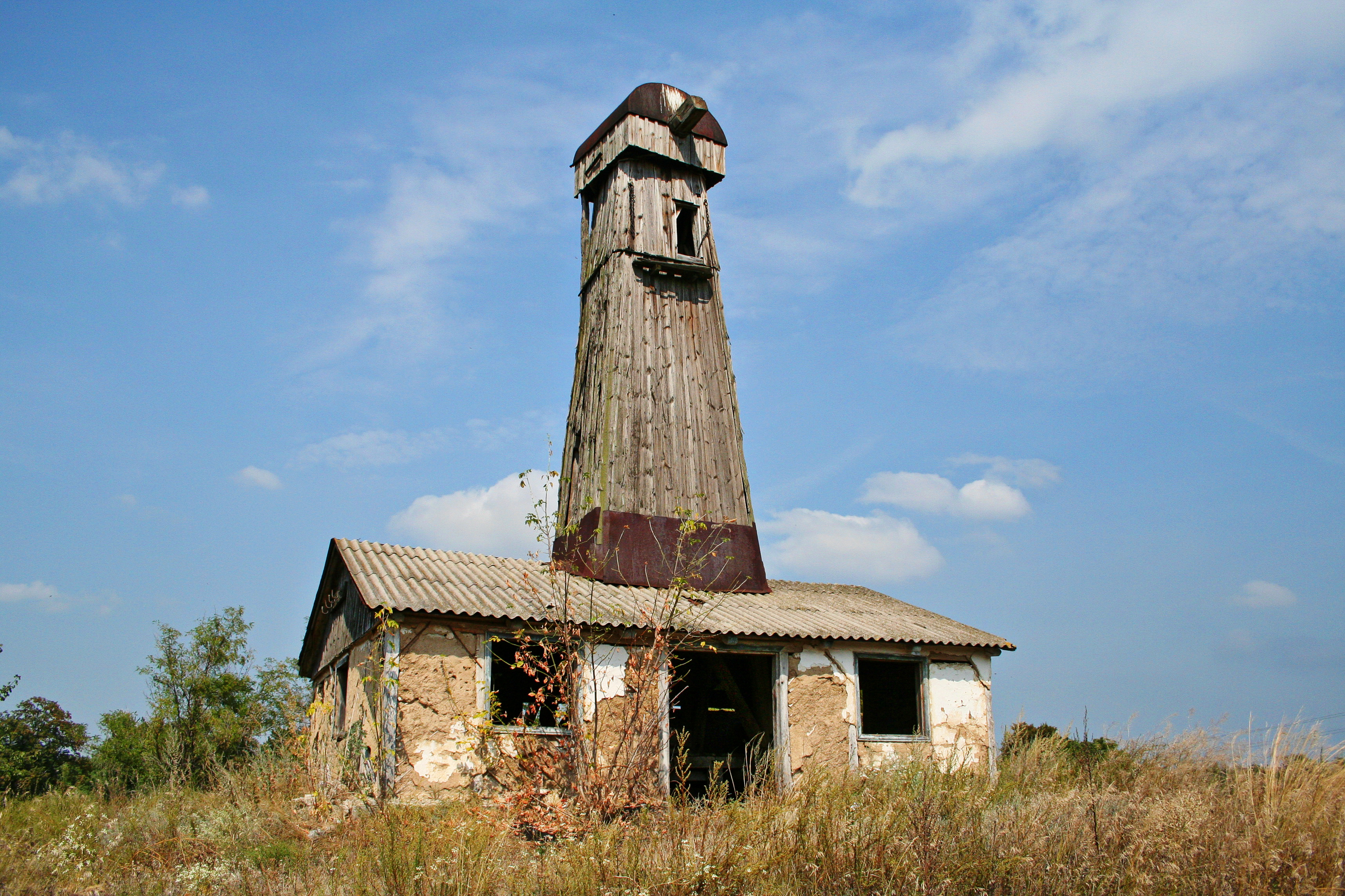
Вітряк Д-15
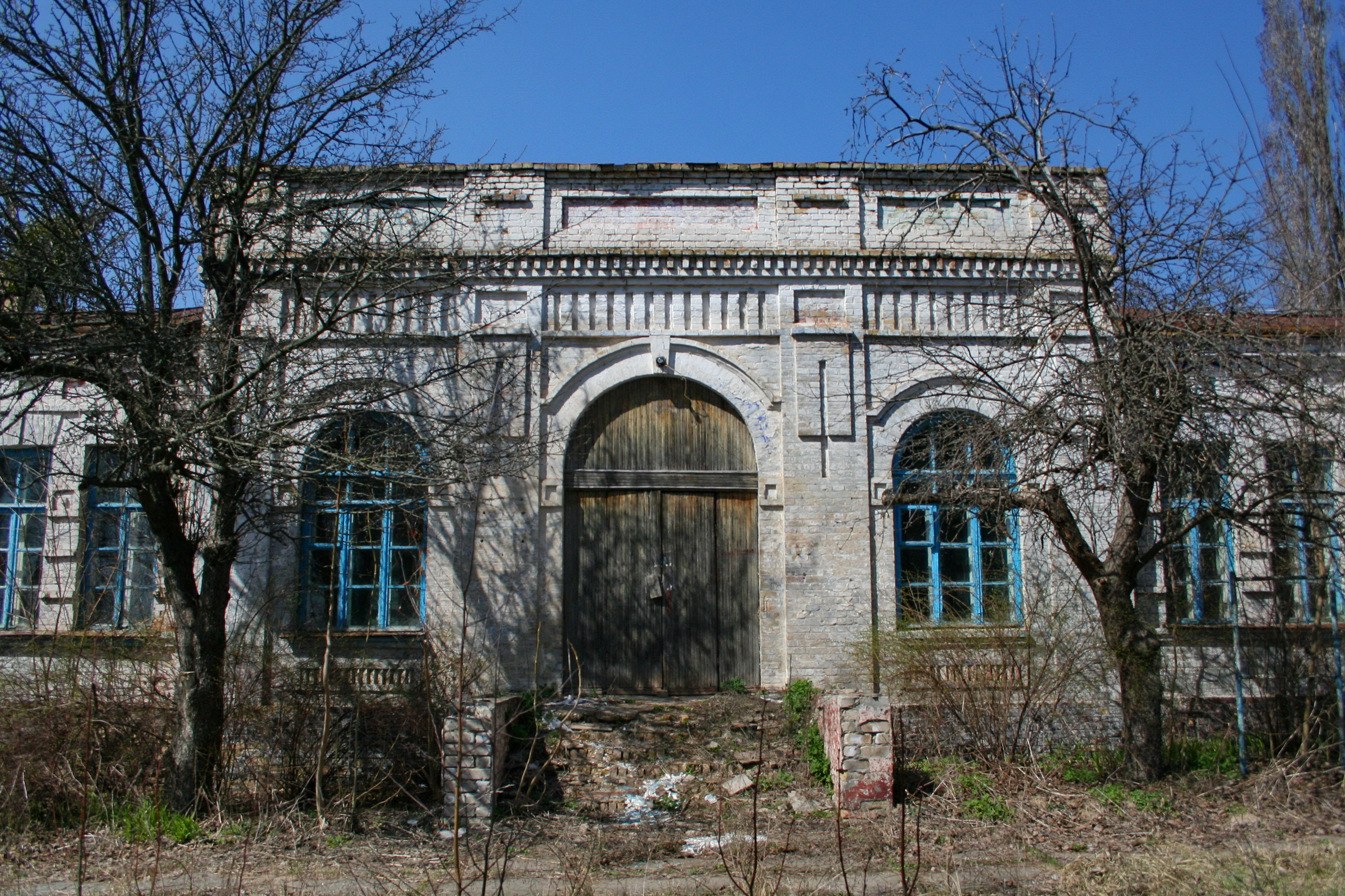
Колишня земська управа. Знесена у 2017 році
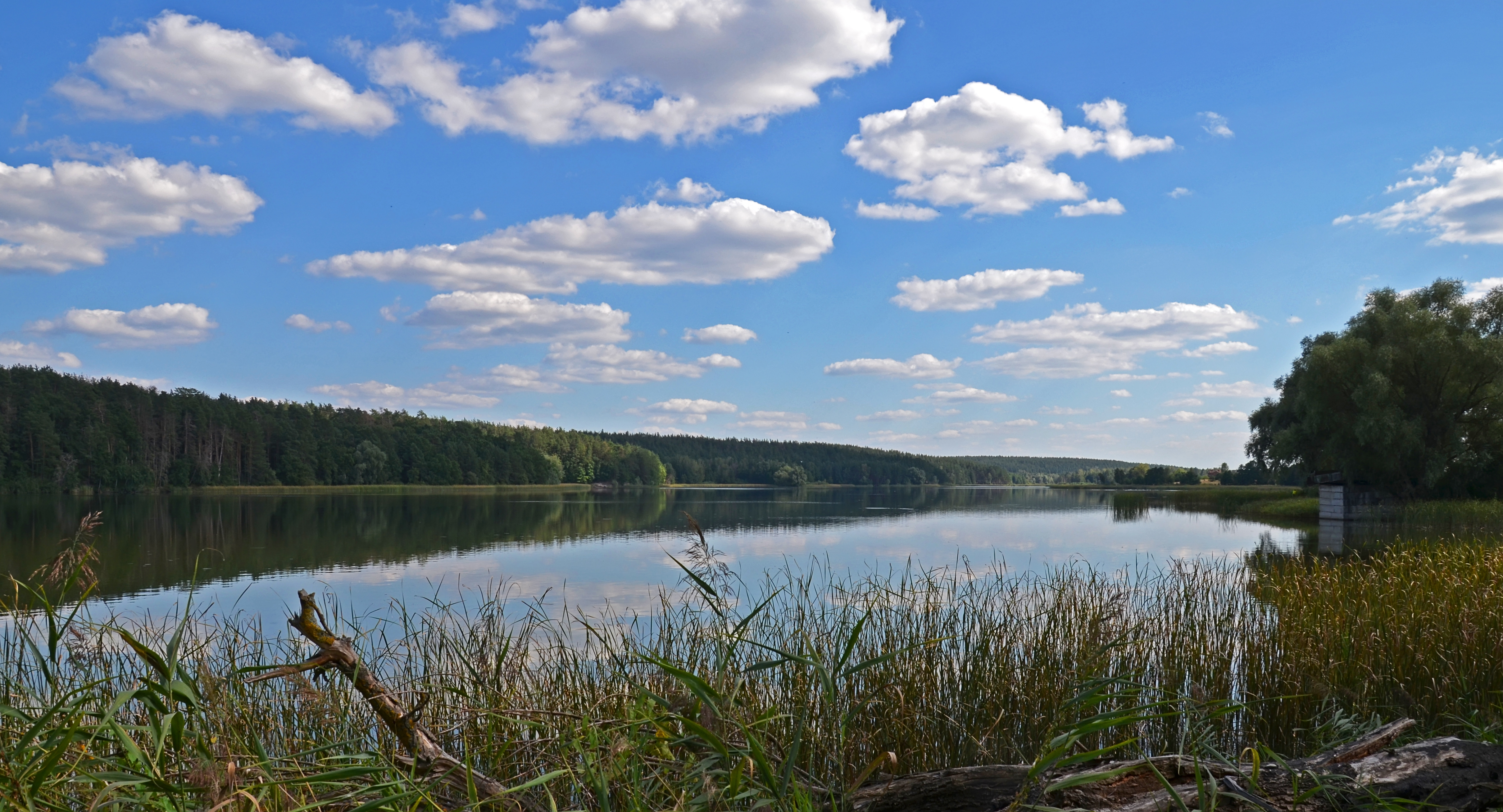
Став